# 三浦光
三浦 光（みうら ひかる、1955年 - ）は、日本の工学者、日本大学教授。
長く日本大学で超音波工学と音響工学に従事し、「強力空中超音波音源」や「空中音波による液体の非接触微粒子化」などの開発に取り組んでいる。

## 専門
- 超音波工学、音響工学[1]

## 学歴
- 1979年: 日本大学理工学部電気工学科 卒業[2]
- 1981年 :同 大学院理工学研究科修士課程 修了[2]
- 1988年: 工学博士　取得　(日本大学)[2]

## 職歴
- 2007年:日本大学教授[2]

## 加入学会
- 日本音響学会 （評議員）[2]
- 電気情報通信学会（基礎・境界ソサイエティ運営委員会委員）[2]
- 電気学会[2]
- The Acoustical Society of America[2]
- 日本塑性加工学会[2]

## 国内外の有力な受賞歴
- 2013年:日本音響学会基礎・境界ソサイエティ表彰 貢献賞 [2]

ほか受賞歴多数